# Selenourea
Selenoureia é o composto organosselênio com a fórmula SeC(NH2)2. Apresenta-se como um sólido branco.